# Bracon humidus
Bracon humidus är en stekelart som beskrevs av Vladimir Ivanovich Tobias 1976. Bracon humidus ingår i släktet Bracon och familjen bracksteklar. Inga underarter finns listade.